# 赤尾健一
赤尾 健一（あかお けんいち、1962年〈昭和37年〉 - ）は、日本の経済学者。博士（農学）（京都大学）。早稲田大学社会科学部・社会科学総合学術院教授。「環境経済・政策学会」理事。専門は、環境経済学、経済理論、林学（森林経済学）。東京大学では「森林資源経済学」の講義を担当する。
京大農学部林学科出身で「環境」の要素を入れた森林の経済分析モデルを作成し、生物多様性や森林など、「環境の価値」を「数値的」に実証、算出する試みを実践する。

## 経歴
- 1989年 京都大学大学院農学研究科博士課程単位取得満期退学
- 1990年 京都大学 助手
- 1995年 早稲田大学社会科学部専任講師
- 1997年
  - 早稲田大学社会科学部助教授
  - 東京大学非常勤講師（～現在まで）
- 2002年 早稲田大学社会科学部・大学院社会科学研究科教授
- 2002年-2004年 カリフォルニア大学デービス校訪問研究員
- 2006年 環境経済・政策学会理事
- 2008年 京都大学経済研究所客員教授

## 学外での委員
- 1995年-2000年 経済企画庁（内閣府）「環境・経済統合勘定の確立に関する研究会」委員
- 2000年 林野庁「森林整備に関する新たな国民支援の推進手法に関する研究会」委員
- 2008年 墨田区環境審議会 会長

## 著書

### 単著
- 『地球環境と環境経済学』成文堂〈学際レクチャーシリーズ 19〉、1997年6月。ISBN 9784792341541。

### 執筆
- 赤尾健一「生物多様性の経済分析 : 多様性関数と不確実性に関する最近の研究」『環境経済・政策研究の動向と展望』環境経済・政策学会〈環境経済・政策学会年報 第11号〉、2006年11月。ISBN 9784492313718。
- 赤尾健一「温暖化対策と都市ガス産業」『都市ガス産業の総合分析』NTT出版 、2009年3月。ISBN 9784757122321。
- 高橋卓也、赤尾健一「森林資源 : 国内林業をどう制度設計するか」『ケーススタディで学ぶ 資源と環境の経済学』昭和堂 、2012年10月。ISBN 9784812212301。

### 共訳
- P.-O.ヨハンソン  著、赤尾健一・浅野耕太・亀山宏・栗山浩一・新保輝幸・中川峰郎・藤掛一郎 訳『環境評価の経済学』嘉田良平監訳、多賀出版、1994年11月。ISBN 9784811536019。
- J. W. ウェイブル  著、三澤哲也・赤尾健一・大阿久博・横尾昌紀  訳『進化ゲームの理論』大和瀬達二監訳、オフィスカノウチ、1998年3月。ISBN 9784830108204。
- ジェフリー・ヒール  著、細田衛士・大沼あゆみ・赤尾健一 訳『はじめての環境経済学』東洋経済新報社、2005年5月。ISBN 9784492313473。

### 共編著
- 鷲津明由、赤尾健一、有村俊秀『カーボンニュートラルと社会』晃洋書房、2025年3月。ISBN 9784771039025。